# Gaius Iulius Priscus
Gaius Iulius Priscus († 249) war ein römischer Prätorianerpräfekt in der Regierungszeit der Kaiser Gordian III. und Philippus Arabs.
Priscus wurde in der römischen Provinz Arabia, im heutigen südlichen Syrien, geboren, als Sohn eines Iulius Marinus, der möglicherweise ein Nomadenführer gewesen war. Der Name seiner Mutter ist unbekannt, bekannt ist aber, dass er der Bruder von Marcus Iulius Philippus war, dem späteren Kaiser Philippus Arabs. 
Priscus begann seine Karriere bereits unter Gordian III. als Prätorianerpräfekt. Unklar ist, ob Priscus das Amt bereits als Kollege des Timesitheus ausübte, das heißt noch vor seinem Bruder Prätorianerpräfekt war. Er war in dieser Funktion wohl damit betraut, die Versorgung und Sicherheit im Hinterland während Gordians Perserfeldzug zu gewährleisten. In dieser Stellung konnte er den Putsch seines Bruders gegen Gordian III. tatkräftig unterstützen. 
Auch unter Philippus blieb Priscus Prätorianerpräfekt. Im Jahr 245 war er Präfekt der Provinz Mesopotamia und Legat von Syria Coele. Unklar ist, ob er in dieser Zeit die Prätorianerpräfektur ablegte oder ob er sie gleichzeitig mit den Statthalterschaften bekleidete. Möglicherweise drückt der Titel rector Orientis (zwischen 247 und 249) diese übergeordnete Stellung im Osten des Reiches aus, die sich aus der zweiten Passage des Zosimos entnehmen lässt. Ob er neben Mesopotamia und Syria Coele noch weitere Provinzen im Osten verwaltete, ist nicht belegt, aber durchaus möglich, da die Statthalterlisten für diese Jahre große Lücken aufweisen. Durch den hohen Steuerdruck, den Priscus ausübte, machte er sich bei der Bevölkerung unbeliebt, die sich dann gegen Priscus erhob.
Die Quellen schweigen über Priscus’ Ende. Er dürfte aber 249 mit Philippus den Tod gefunden haben, da er eine wichtige Rolle unter seinem Bruder gespielt hatte und der Widerstand gegen Philippus zum Teil der Unzufriedenheit mit Priscus’ Steuerpolitik entsprang. Priscus hatte eine Ehefrau namens Tryphoniana und einen Sohn, der früh verstarb.
Iulius Priscus ist nicht mit dem Usurpator Priscus unter Kaiser Decius identisch.